# 加洛佩圣母堂

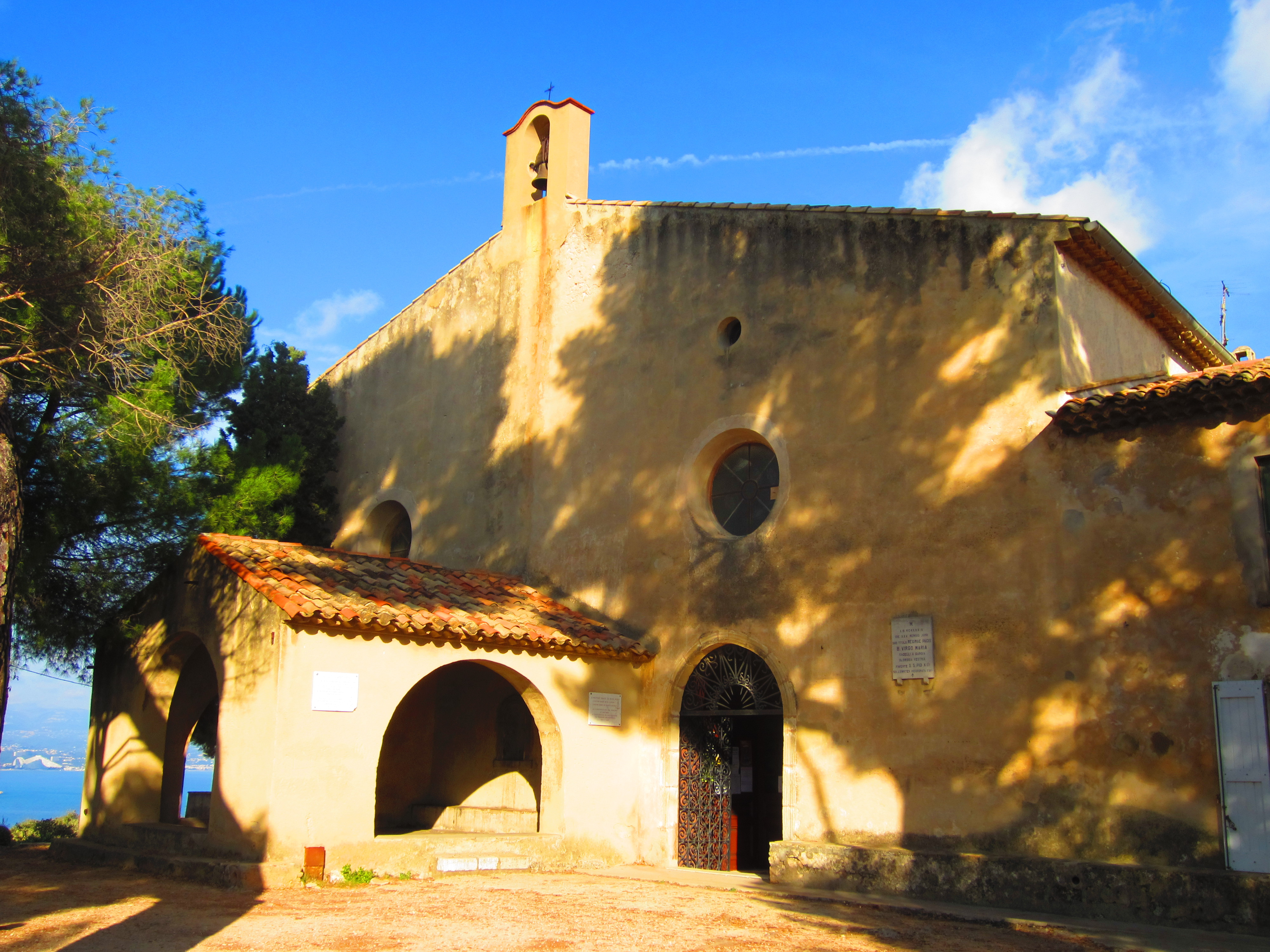

加洛佩圣母堂（église Notre-Dame de la Garoupe）是一个天主教教堂，位于法国阿尔卑斯滨海省昂蒂布的山顶。
1926年10月29日列为法国历史古迹。